# Ксилургу
Ксилургу (греч. Σκήτη Ξυλουργού) — скит Пантелеимонова монастыря, расположенный на восточной стороне горы Афон, посреди густого дубового леса, на высоте 700 метров над уровнем моря, между монастырями Ватопед и Пантократор.
Скит посвящен Успению Пресвятой Богородицы.

## История
Точных исторических сведений об основателе и первых насельниках монастыря не сохранилась. Согласно монастырскому преданию, скит считается самым древним православным русским монастырём не только на Афоне но и в мире, насельниками которого ещё в X веке были русские воины из дружины просветительницы Киевской Руси святой равноапостольной княгини Ольги.